# Cypriotisch voetbalkampioenschap 1994/95
In 1994/95 werd het 57e Cypriotische voetbalkampioenschap gespeeld. Anorthosis Famagusta won de competitie voor 7e keer.

## Stadions
| Club         | Stadions                    |
| ------------ | --------------------------- |
| AEK Larnaca  | GSZ Stadion                 |
| AEL          | Tsirion Stadium             |
| Anorthosis   | Antonis Papadopoulosstadion |
| APOEL        | Makariostadion              |
| Apollon      | Tsirion Stadium             |
| Aris         | Tsirion Stadium             |
| Ethnikos     | Dasaki Stadium              |
| Enosis       | Paralimni Municipal Stadium |
| Nea Salamina | Ammochostosstadion          |
| Olympiakos   | Makariostadion              |
| Omonia Ar.   | Aradippou Municipal Stadium |
| Omonia       | Makariostadion              |

## Stand
| Pos | Team                     | Wed | W  | G | V  | Ptn | DV | DT | +/− | Kwalificatie                                                         |
| --- | ------------------------ | --- | -- | - | -- | --- | -- | -- | --- | -------------------------------------------------------------------- |
| 1   | Anorthosis Famagusta (C) | 33  | 22 | 7 | 4  | 73  | 71 | 25 | +46 | Gekwalificeerd voor Kwalificatie ronde UEFA Champions League 1995/96 |
| 2   | Omonia                   | 33  | 20 | 7 | 6  | 67  | 82 | 32 | +50 | Gekwalificeerd voor Voorronde UEFA Cup 1995/96                       |
| 3   | Nea Salamis Famagusta    | 33  | 17 | 6 | 10 | 57  | 59 | 50 | +9  | Gekwalificieerd voor Groepfase UEFA Intertoto Cup 1995               |
| 4   | Ethnikos Achna           | 33  | 14 | 5 | 14 | 47  | 52 | 59 | −7  |                                                                      |
| 5   | APOEL                    | 33  | 13 | 7 | 13 | 46  | 43 | 43 | 0   | Gekwalificeerd voor Eerste ronde Europacup II 1995/96                |
| 6   | Apollon Limassol         | 33  | 13 | 6 | 14 | 45  | 50 | 46 | +4  |                                                                      |
| 7   | Enosis Neon Paralimni    | 33  | 12 | 9 | 12 | 45  | 44 | 49 | −5  |                                                                      |
| 8   | Olympiakos Nicosia       | 33  | 13 | 5 | 15 | 44  | 41 | 65 | −24 |                                                                      |
| 9   | AEK Larnaca              | 33  | 12 | 6 | 15 | 42  | 50 | 48 | +2  |                                                                      |
| 10  | AEL Limassol             | 33  | 12 | 5 | 16 | 41  | 44 | 57 | −13 |                                                                      |
| 11  | Aris Limassol            | 33  | 10 | 7 | 16 | 37  | 44 | 49 | −5  |                                                                      |
| 12  | Omonia Aradippou         | 33  | 3  | 4 | 26 | 13  | 37 | 94 | −57 |                                                                      |

## Resultaten

### Eerste en Tweede ronde
| Thuis \ Uit  | AEK | AEL | ANR | APN | APL | ARS | ETH | ENP | NSL | OLY | OMA | OMN |
| ------------ | --- | --- | --- | --- | --- | --- | --- | --- | --- | --- | --- | --- |
| AEK Larnaca  |     | 1–1 | 1–2 | 3–2 | 1–0 | 2–0 | 3–0 | 2–0 | 1–0 | 1–3 | 2–1 | 0–1 |
| AEL          | 2–1 |     | 0–0 | 2–1 | 2–0 | 2–0 | 3–2 | 1–1 | 0–2 | 0–1 | 1–2 | 0–1 |
| Anorthosis   | 3–0 | 3–0 |     | 3–0 | 2–1 | 2–2 | 2–1 | 3–0 | 3–1 | 5–0 | 4–1 | 2–2 |
| APOEL        | 1–0 | 1–1 | 1–1 |     | 0–2 | 1–0 | 0–1 | 1–0 | 0–0 | 3–1 | 1–1 | 2–5 |
| Apollon      | 1–0 | 3–0 | 0–1 | 0–1 |     | 2–0 | 1–2 | 1–1 | 1–0 | 0–2 | 2–0 | 0–0 |
| Aris         | 1–1 | 0–1 | 0–1 | 0–1 | 3–3 |     | 0–1 | 0–0 | 1–2 | 1–2 | 1–2 | 1–0 |
| Ethnikos     | 1–0 | 1–2 | 1–0 | 1–1 | 1–2 | 1–1 |     | 1–1 | 4–2 | 3–1 | 5–0 | 1–4 |
| ENP          | 2–1 | 4–2 | 0–1 | 2–1 | 2–2 | 3–1 | 1–1 |     | 3–1 | 3–0 | 4–1 | 1–4 |
| Nea Salamina | 1–0 | 4–3 | 3–0 | 4–2 | 0–0 | 2–0 | 2–1 | 2–0 |     | 2–1 | 4–2 | 1–0 |
| Olympiakos   | 3–1 | 3–1 | 1–0 | 0–0 | 1–5 | 1–3 | 2–1 | 2–1 | 1–1 |     | 3–1 | 1–4 |
| Omonia Ar.   | 2–2 | 1–2 | 3–6 | 1–2 | 1–2 | 2–2 | 3–0 | 1–3 | 2–6 | 1–1 |     | 0–3 |
| Omonia       | 2–2 | 7–1 | 1–1 | 5–2 | 1–1 | 3–0 | 2–1 | 5–0 | 3–0 | 3–0 | 5–1 |     |

### Derde ronde
| Thuis \ Uit  | AEK | AEL | ANR | APN | APL | ARS | ETH | ENP | NSL | OLY | OMA | OMN |
| ------------ | --- | --- | --- | --- | --- | --- | --- | --- | --- | --- | --- | --- |
| AEK Larnaca  |     |     |     |     | 4–1 | 1–4 |     | 2–2 |     | 4–0 | 5–0 | 2–1 |
| AEL          | 6–0 |     |     |     | 3–1 | 0–1 |     |     | 2–2 | 1–3 | 1–0 |     |
| Anorthosis   | 0–0 | 1–0 |     |     | 3–1 |     |     |     | 3–1 | 3–0 |     |     |
| APOEL        | 3–1 | 3–0 | 0–1 |     |     |     | 2–3 |     | 1–0 |     |     | 3–3 |
| Apollon      |     |     |     | 3–0 |     | 2–4 |     | 4–1 |     | 4–1 | 4–2 |     |
| Aris         |     |     | 1–1 | 1–0 |     |     |     | 3–0 |     | 1–2 | 4–1 | 2–1 |
| Ethnikos     | 0–5 | 3–1 | 0–7 |     | 2–0 | 2–4 |     |     | 4–1 |     |     |     |
| ENP          |     | 2–0 | 1–2 | 1–0 |     |     | 1–1 |     |     |     |     | 1–0 |
| Nea Salamina | 2–1 |     |     |     | 2–1 | 4–2 |     | 3–1 |     | 1–1 |     |     |
| Olympiakos   |     |     |     | 0–3 |     |     | 2–3 | 0–0 |     |     | 1–0 | 1–5 |
| Omonia Ar.   |     |     | 1–5 | 1–3 |     |     | 0–2 | 0–2 | 2–2 |     |     | 1–2 |
| Omonia       |     | 2–3 | 1–0 |     | 3–0 |     | 3–1 |     | 4–1 |     |     |     |

## Topscores
| Rank | Spelers             | Club                     | Doelpunten |
| ---- | ------------------- | ------------------------ | ---------- |
| 1    | Charalambos Andreou | Nea Salamis Famagusta FC | 25         |

## Kampioen
| 1994/95                                  |
| Cyprus                                   |
| ---------------------------------------- |
| Anorthosis Famagusta Kampioen (7° titel) |

1934/35 · 1935/36 · 1936/37 · 1937/38 · 1938/39 · 1939/40 · 1940/41 · 1941/42 · 1942/43 · 1943/44 ·  1944/45 · 1945/46 · 1946/47 · 1947/48 · 1948/49 · 1949/50 · 1950/51 · 1951/52 · 1952/53 · 1953/54 · 1954/55 · 1955/56 · 1956/57 · 1957/58 · 1958/59 ·  1959/60 · 1960/61 · 1961/62 · 1962/63 · 1963/64 · 1964/65 · 1965/66 · 1966/67 · 1967/68 · 1968/69 · 1969/70 · 1970/71 · 1971/72 · 1972/73 · 1973/74 · 1974/75 · 1975/76 · 1976/77 · 1977/78 · 1978/79 · 1979/80 · 1980/81 · 1981/82 · 1982/83 · 1983/84 · 1984/85 · 1985/86 · 1986/87 · 1987/88 · 1988/89 · 1989/90 · 1990/91 · 1991/92 · 1992/93 · 1993/94 · 1994/95 · 1995/96 · 1996/97 · 1997/98 · 1998/99 · 1999/00 · 2000/01 · 2001/02 · 2002/03 · 2003/04 · 2004/05 · 2005/06 · 2006/07 · 2007/08 · 2008/09 · 2009/10 · 2010/11 · 2011/12 · 2012/13 · 2013/14 · 2014/15 · 2015/16 · 2016/17 · 2017/18 · 2018/19 · 2019/20 · 2020/21 · 2021/22